# Orzeszków (gmina Wartkowice)
Orzeszków – wieś w Polsce położona w województwie łódzkim, w powiecie poddębickim, w gminie Wartkowice.
W latach 1975–1998 miejscowość należała administracyjnie do województwa sieradzkiego.

## Historia
Podczas kampanii wrześniowej dnia 12 września 1939 roku w okolicy wsi miała miejsce zacięta potyczka Wojska Polskiego z oddziałami Wehrmachtu, podczas której wojsko niemieckie poniosło duże straty. W odwecie Niemcy po wycofaniu się polskiego wojska aresztowali mężczyzn ze wsi, których zamordowali. W egzekucji śmierć ponieśli Andrzej, Feliks, Władysław i Jan Kubiak oraz Stefan Motylewski z Poddębic.